# 日向譽夫
日向 譽夫（ひなた たかお、1911年〈明治44年〉3月10日 - 1989年〈平成元年〉11月15日）は、日本の教育者。

## 来歴
山梨県の教育に従事し、山梨県教育委員会に勤務中、1962年に県立甲府普通科高校創設事務責任者（参事）として、山梨県立甲府南高等学校の創設に尽力した。また、1963年には同校の校長に発令された。同校の校長を退いた後は、山梨県教育委員会の教育長に就任して、その手腕を発揮した。また、甲府南高校の校訓である「Frontier Spirit」の提唱者としても知られている。甲府南高校長として、視聴覚教育、山梨県内初のLL教室、シンクロファックスの導入を行い、従来のチョークと黒板だけの、講義型授業から脱却し、効率の良い学習環境の整備にも、尽力し、1966年には、外国語教育部門において、読売教育賞を受賞した。都留文科大学で事務局長を務めていた際は、下泉重吉学長とともに、同校の振興に寄与した。下泉学長の後任に有力であったが、和歌森太郎を推す派に敗れ、その後、新学長の就任前に事務局長を退いた。

息子には、オーバーン大学教授日向哲や山梨学院大学の教授日向健がおり、おいには、国文学者の日向一雅がいる。

### 山梨県師範学校・東京高等師範学校時代
山梨県北都留郡初狩村（現在の大月市初狩町）出身。山梨県立谷村工商学校（後の山梨県立谷村工業高等学校、現在の山梨県立都留興譲館高等学校）に入学した後、山梨県立都留中学校（現在の山梨県立都留高等学校）に編入学し、山梨県師範学校（現在の山梨大学教育学部）の本科第二部に入学したのち、東京高等師範学校（後の東京教育大学、現在の筑波大学）の文科第三部にも入学した。都留中学校時代から、学問の頭角を現しており、トップクラスであった。どの教科も良くマスターしていたが、軍事教練だけ苦手であった。特に野外演習では、成績の良かった日向が小隊長に任命されたが、ためらいの様子があった。無論、日向は、大声をあげて山野を駆けめぐることは、おとなしいので、無理なことであった。だが、昭和天皇の即位式で全国の小中高大に御真影が御下賜になって、御真影をお迎えする日、大月駅から学校まで、人々が深々と頭を下げる中を、当時の校長とともに先頭を日向が校旗を捧げて臆する色もなく堂々と行進した。 東京高師に行くために夜中の12時まで勉強をしており、「凄い勉強家の二部生だな」と感心されていた。勉強以外にも、日向が教生の頃には、女学生に数学を上手に熱心に教え、その後も日向が東京高師の寮から、その女学生へ、励ましの手紙を書いた。そして女学生が、高校で勤務していた頃、その高校に、日向が来て、「がんばりなさい」と、励ました。「ボッコちゃん」というニックネームでも親しまれていた。

### 学校教育課長時代
山梨県教育委員会学校教育課長時代は、学校教育のあらゆることに精通しており、各教科のこと、教育課程、生徒指導、教育評価、学習指導、僻地教育、学校学級経営、教育思潮、実験学校、道徳教育、完全授業、特殊教育等々、よく勉強していた。指導主事会議などでも、日向が質問したことに、当時の指導主事らの勉強不足が露呈され、たじたじとなった。それほど、課長時代も、勤勉家であった。だが、酒が好きであった日向は、その同僚らと、酒を飲んで愉快に談笑するなど、職場では厳しかったが、精神的には実になごやかな雰囲気に包まれていた。

### 山梨県立甲府南高等学校開校事務担当（参事）時代・校長時代
日向は、1962年に、山梨県教育委員会参事（新設高校開校事務担当）となり、翌年1963年に開校する山梨県立甲府南高等学校の設立の責任者となった。日向は、これまでの英知と情熱を結集して、総力をあげた。既成の概念にとらわれずに、教科の学習指導においては、具体的に、当時めずらしかった、英語科のLL教室の導入、数学科のシンクロファックス導入、理科ではプログラム学習などを行った。また、英語科では、LL教室を利用した、それぞれ個別の学習化で分かる授業の実践を職員に求めた。ただ、視聴覚教材の導入には、財政的にも大変であったが、職員の希望を金がないから駄目だとむげに断ったということはなかった。さらに、運営の面では、校務分掌の硬直化の排除、学校事務の能率化など、つぎつぎに新しい、アイデアを出して、実践した。日向は当時、「課長時代に高校現場の指導や助言したことを、実際の学校運営で実践実行していく」と述べた。だが、当時の甲府南高校は、地域社会の評価が低く、劣等感学校などと思われていた、しかし、日向は、「それは我々教師の怠慢であり、教育的大悪を犯すことである」と考え、「誇りをもって入学し、誇りをもって卒業して行ける学校に育てること」を念願した。そして、甲府南高校の教育環境を県内一に揃えた。そして、1966年には、外国語教育部門で読売教育賞を受賞した。

生徒に対しては、いつも生徒の前で学生の奮起を期待して「Frontier Spirit」を多用した。開校当初、率先して麦わら帽子を被って校庭の雑草を刈ったり、石拾いを拾ったりもしていた。ある日生徒たちが石を拾っていると、日向が生徒に向かって友達の様に笑いながら「君達は恵まれているよ。こんなに環境の良いところで勉強出来るんだからな。見たまえあの富士を。君達は、あの富士のてっぺんに向かって登り始めたところなんだ。楽しいじゃないか」と話した。また、生徒のことを「ぼうたち」と呼び、愛着をこめていた。ただ、創立4年目の初夏の第1回緑陽祭（甲府南高校の学園祭）で、佐古純一郎の「日本近代におけるキリスト教精神の展開と文学のかかわり」についての話があった。だが、生徒たちにとって距離が遠い内容であった。体育館は、生徒の声で、ざわざわしていた。講演終了後、日向は、教員に対し、生徒をその場に残しておくようにと指示をした。そして、日向が講師を送り出したあと、間もなく、立ち戻ると、つかつかと壇上に上り、講演の聞く態度のなっていなかったことを厳しく注意した。さらに、佐古氏の講演内容を実に、的確に要約した。そこで、日向は生徒らに「これだけの豊かな話に知的好奇心をかきたてられないような青年は、大学で学ぶ資格はない。諸君は本校の灰色の受験体勢についての不満をよく口にするが、受験生活についての悩みを真剣に悩んだことがあるのか。灰色なら灰色らしく悩めっ！（『ハイ〔灰〕スクール』というならハイスクール生らしく悩め）」と叱責した。その場は粛然となった。

### 山梨県教育委員会教育長時代
1968年8月23日に、山梨県教育委員会教育長に転出した。校長に就任して6年となり、自身の念願であった、山梨県立甲府第一高等学校との総合選抜も実現し、教育環境が整った。日向自身もまた一層の教育理念の実現に邁進しようとしていた。そのため教育長の辞令に際しては、青天の霹靂であった。

一方教育長就任後には、困難が相次ぎ校長生活とは逆に試練が続いた。
まず、校長の定年問題いわゆる「研修校長」問題である。当時校長の定年を57歳に延長し、漸次的に1967年度末に57歳該当者の三分の一に、1968年度末には三分の二に、1969年度末以降は全員に適用するということになっていた。ところが2年次目の1968年度末である1969年3月末に、58歳への定年延長のための校長組合の戦術で、退職が予定されていた10名が強硬に勧奨に応じないという新しい局面を迎えた。山梨県教育委員会は、やむなく1969年4月1日、全国に例のない勤務校のない校長10名に学校の補職をせずに研修を命ずる、「研修校長」を発令した。
また、研修校長問題と同年の1969年3月には県立高校入試において、不正合格問題も発生する事態となった。

当時の日向の心境は「十人の光さえぎるひなたかな」とさえない状況を詠んでいた。一方で部下であった教育次長の林野友次は、当時の日向を「総指揮官としてのこの人の態度が、チームワークを支え、部下を激励し解決への道をひらく力となった。」と評した。

校長時代とは違い教育長として充実した職務が遂行できない状況であったが、熱心であったことに人事がある。日向は、口癖のように「4階に連絡せずにできるのは人事だけだ。」と発言していた。4階とは知事室、総務部長室、財政課、人事課を指し、財政権のない教育委員会が、それらの了解を得ず独自にできるのは教員人事ほか限られているという意味である。それだけに人事だけは精一杯やるという意識であった

### 都留文科大学事務局長時代
山梨県教育委員会教育長を退任後1972年、都留文科大学事務局長に就任。当時大学紛争の余韻が未だ消えない時期であった。学長も任期半ばで退職し後任も決まらなった。そのような異常な状況下での就任であった。教育長経験者もあり職員の間では期待が大きかった。
その後1973年、前東京教育大学教授の下泉重吉が学長に就任することになり、下泉と日向の都留文科大学の運営が始まった。
両者はともに行動の人物であり、両者の行動により大学の運営が次々と決着していった。例えば、大学の交付金要求の際文部省に訪問したことがあげられる。一度は要望が通らなかったが、日向が当日直接文部大臣の奥野誠亮に会いは実現できなかった交付金要望をかなえた。
また山梨県立甲府南高等学校長時代からの教育方針である教育設備の拡充の意欲も依然変わらず、在職中に体育館、美術棟、保健当直棟の設置を行った。このような具体的な行動により職員の信頼を得ていった。
日向の性格により大学の運営が円滑になったこともあった。一本気で、古武士然とした、がんこなところのある下泉はしばしば教授会と対立した。その際、一般的な事務職員は教授会などでも聞かれたことしか答えないものであるが日向の答弁は常に一歩踏み込んでいて、実に説得力があり、教授会の空気をいっぺんになごやかにする話術さえ持ち合わせていた。下泉の剛直さと日向の柔軟さとがほどよくマッチして、大学運営にそれはきわめて上手に活かされていた。
このように下泉と日向の相性により順調な運営が行われていたが下泉は任期途中の中1975年12月に逝去した。その際後任の学長選挙に同大教授の稲垣正幸らが日向を推薦した。下泉も生前日向を「君は大学の学長の器だ」と評していた。第1次選挙では優位であったが決選投票では僅か1票差で東京教育大学教授の和歌森太郎が学長に選出された。その後日向は新学長就任前に事務局長を退任した。

#### Frontier Spiritに関して
甲府南高校の最初の入学式の際に日向は、
| 教育委員長や教育長も「開拓精神」を以って創業に励めと入学式の式辞の中で激励してくれた。当時の私は、これがFrontier Spiritの訳語であること、アメリカの西漸活動（Westward Movement）の過程に育まれたこの精神が、新設高校の運命開拓に当り、私共の心構えにとって大いに参考になる、そんな程度の考えしかなかった。…然し素朴にFrontier Spiritを本校の合言葉として、創意工夫、自主的精神をもって苦難にたえ、歴史を創るために職員生徒共々励んだ三年有余を回顧して、施設、設備の充実の面において、学習指導法の近代化（能率化）特に視聴覚教育の推進による能率化の面において、学校経営の面での若干の問題提起において、本県における高校教育の新領域開拓に本校が鋤を入れ得たのではないかといえば、自負のそしりを受けるであろうか。… |

と綴っている。
日向自身も甲府南高校創設後の新たなる教育的問題に直面する際には「Frontier Spirit」を思い、甲府南高校の基礎を創る為に努力せねばと自励していた。生徒達の理解を求めるために、生徒会誌に一文をのせたりもし、LHRの時間に、その意義について語りもした。
部下である教員や生徒に対しても、常に「Frontier Spirit」を口にしており、「開拓者精神、これなくしては大事業は推進できない。創業には幾多の困難を伴うが、それを克服して既設の高校に劣らない、いやそれをも凌ぐ高校をつくらなければならない。『追いつけ、追い越せ』この意欲をもって事に当たる様に」と職員に叱咤激励した。生徒たちは、この言葉を、「開拓者精神という未知の世界に臨む人間の意気を新設校の学生に置換させた意味で」受けたっていた。

## 経歴
- 1946年 - 山梨師範の授業を嘱託される。
- 1947年 - 山梨県視学、教育民生部学務課勤務を命じられる。
- 1949年 - 山梨県教育委員会指導部学校教育課長に任じられる。
- 1951年 - 山梨県教育委員会学事課長に任じられる。
- 1956年 - 山梨県立教育研修所長に配置換となる。
- 1957年 - 山梨県教育委員会学校教育課長に配置換となる。
- 1962年 - 山梨県教育委員会参事（新設高校開校事務担当）となる。
- 1963年 - 山梨県立甲府南高等学校の校長に採用される。
- 1968年 - 山梨県教育委員会教育長に採用される。
- 1970年 - 山梨放送番組審議会審議委員長に就任
- 1972年 - 都留文科大学事務局長に就任
- 1976年 - 山梨予備校校長に就任
- 1980年 - 山梨県教育功労者表彰受賞
- 1986年 - 勲四等瑞宝章を受章

※没己・日向誉夫先生追悼文集による。